# П'єро Пазінаті
П'єро́ Пазіна́ті (італ. Piero Pasinati, * 21 липня 1910, Трієст — † 15 листопада 2000, Трієст) — італійський футболіст, півзахисник. По завершенні ігрової кар'єри — футбольний тренер.
Як гравець насамперед відомий виступами за клуб «Трієстина», а також національну збірну Італії.
У складі збірної — чемпіон світу.

## Клубна кар'єра
У дорослому футболі дебютував 1928 року виступами за команду клубу «Трієстина», в якій провів одинадцять сезонів, взявши участь у 301 матчі чемпіонату. Більшість часу, проведеного у складі «Трієстини», був основним гравцем команди.
Протягом 1939—1941 провів по одному сезону в командах «Мілан» та «Новара», після чого повернувся до «Трієстина», в якій відіграв ще чотири сезони. Сезон 1946–47 36-річний півзахисник провів у складі команди клубу Серії B «Кремонезе».
Завершив професійну ігрову кар'єру у нижчоліговому клубі «Сан Джованні», за команду якого виступав протягом 1948—1949 років.

## Виступи за збірну
1936 року дебютував в офіційних матчах у складі національної збірної Італії. Протягом кар'єри у національній команді, яка тривала усього 3 роки, провів у формі головної команди країни 10 матчів, забивши 1 гол. У складі збірної був учасником чемпіонату світу 1938 року у Франції, на якому разом з командою став чемпіоном світу.

## Кар'єра тренера
Розпочав тренерську кар'єру, очоливши тренерський штаб клубу «Понціана».
В подальшому очолював команди клубів «Салернітана», «Падова», «Трієстина», «Катандзаро», «Кротоне» та «Самбенедеттезе».
Останнім місцем тренерської роботи був клуб «Емполі».

## Титули і досягнення
- Чемпіон світу (1):

1938